# 181 West Madison
181 West Madison is een wolkenkrabber in Chicago, Verenigde Staten. Het gebouw staat op 181 West Madison Street. De bouw van de kantoortoren begon in 1988 en werd in 1990 voltooid.

## Ontwerp
181 West Madison is 207,27 meter hoog en telt 50 verdiepingen. Het is door Cesar Pelli in postmodernistische stijl ontworpen en heeft een totale oppervlakte van 104.278 vierkante meter. Hiervan is 86.990 vierkante meter bruibaar.
Het gebouw bevat kantoorruimte verdeeld over verdiepingen van ongeveer 2.044 vierkante meter. De begane grond bevat detailhandel. In het gebouw bevinden zich 26 liften en een parkeergarage. Het gebouw, dat in 1991 de "Best Structure Award" van de Structural Engineers Association of Illinois won, bevat een kroon die 's avonds wordt verlicht. De lichten zijn rond de kerstdagen rood en groen gekleurd.